# 領域電訊
領域電訊有限公司，簡稱領域電訊（英語：CityLink Electronics Limited），於1995年由陳昌槐（首席執行官）創立，而首家則在聯合廣場，而主要業務是在本港經營銷售及售後通訊及數碼產品。
而店鋪則已有15家，店舖包括北角美輪大廈、元朗寶發大廈、元朗利景樓、香港仔成都道、北角怡安中心、觀塘廣場、旺角百寶利商業中心、太子始創中心、深水埗恆誠大廈、葵涌廣場、荃灣南豐中心、沙田廣場、屯門市廣場2期、屯門時代廣場、粉嶺名都商場。
總部位於觀塘成業街11號華成工商中心1樓1A室。

## 事件

### 香港海關查獲冒牌Marshall耳機及揚聲器案
2024年12月，香港海關於多間CityLink連鎖店及相關倉庫內查獲大量冒牌耳機及揚聲器，涉案貨品約值140萬港元，海關以涉嫌違反《商品說明條例》拘捕4名男子，包括兩名公司董事及兩名分店負責人。

## 代言人
- 周秀娜

## 連結
- Citylink.com.hk （页面存档备份，存于）